# アルバートオデッセイ
『アルバートオデッセイ』（Albert Odyssey）は、東海エンジニアリングが開発しサンソフト（サン電子）より1993年3月5日に発売されたスーパーファミコン用シミュレーションRPGである。
村や町での移動はオーソドックスなコンピュータRPGタイプで、ワールドマップやダンジョン内での移動と戦闘がシミュレーションRPGタイプとなっている。
1998年にはサテラビュー対応ソフトとしてBS-Xデータ放送にて配信された他、2010年にはWindows用ソフトとしてプロジェクトEGGにて配信された。その他、バーチャルコンソール対応ソフトとして2010年にWii、2015年にWii Uにて配信された。
後に続編となる『アルバートオデッセイII 邪神の胎動』（1994年）、『アルバートオデッセイ外伝〜LEGEND OF ELDEAN〜』（1996年）が同社より発売された。

## ストーリー
かつて世界征服を企てた魔術師オズワルドは、魔法の力を秘めていた少女ソフィアにより世界の果てへと飛ばされる事となった。しかし10年後、オズワルドはさらに強力になって再び世界征服に向けて行動を開始した。チベリス生まれの王族の血を引く勇者アルバートは、親友の僧侶見習いであるノイマン、かつてオズワルドを倒した少女ソフィアと共にオズワルド打倒のための旅に出る事となった。

## 登場人物

### 味方キャラクター
アルバート（16歳・勇者）
本作の主人公。勇者の血を引く明るく正義感の強い性格で、家系を遡ると王族の血をも引いている。母親から「勇者の剣」を与えられる。
ソフィア（14歳・魔術師）
本作のヒロイン。10年前、母親を目前で殺されたショックで魔導の力が暴走してしまう。その後、ソフィアはゴート騎士団の団長スレイに引き取られ、現在は宮廷魔術師としてゴートの第四師団に所属。
ノイマン（16歳・僧侶）
アルバートの親友で、僧侶の卵。両親はノイマンがまだ幼い頃に他界したため、チベリスの司祭が彼を引き取って育てている。
スレイ（48歳・団長）
ゴート王国の騎士団長。その剣技はゴート騎士団屈指のものであり、巨大なドラゴンすら一撃のもとに倒してしまうほど。
ダッシュ（26歳・義賊）
圧政により民衆を苦しめる者や強欲な者のみを狙う、神出鬼没の義賊。民衆の間では人気が高いのだが、滅多に人前に現われることはない。
マージン（236歳）
エルフ族の里シルヴィシスの出身。エルフ族は不老の種族で、その体はこの世の終焉まで留まると言われている。
ガリオク（83歳・戦士）
頑固な意志に屈強な体で知られるドワーフ族、その中でも老骨ながら熟達した力を持つ戦士である。

### 敵キャラクター（ボス）
ライアモス（32歳・団長）
神聖十字軍の団長。アルバート達と対峙する事になる。
シン（18歳・騎士）
魔導の血を引く、神聖十字軍の騎士。冷気を操ることから「氷の貴公子」と呼ばれ、神聖十字軍の中でもずば抜けた実力を発揮している。アルバート達と対峙する事になる。
フィロ（?歳・賢者）
放浪の賢者。後に第一期・魔導戦役と呼ばれる事になる戦いの戦場となったとある地にてアルバート達は彼と出会う事となる。
オズワルド
古の魔法文明グローバスの血を引く、悪の大魔導師。水晶の力を使ってグローバス王を復活させ、失われた秘法を利用した世界征服をもくろむ。
グローバス
本作のラストボス。終盤で復活を果たしアルバートたちに倒された。

## 移植版
| No. | タイトル             | 発売日         | 対応機種                            | 開発元               | 発売元     | メディア                              | 型式 | 備考 |
| --- | -------------------- | -------------- | ----------------------------------- | -------------------- | ---------- | ------------------------------------- | ---- | ---- |
| 1   | アルバートオデッセイ | 1998年3月29日  | スーパーファミコン （サテラビュー） | 東海エンジニアリング | サンソフト | BS-Xデータ放送                        | -    |      |
| 2   | アルバートオデッセイ | 2010年9月14日  | Windows                             | 東海エンジニアリング | サンソフト | ダウンロード （プロジェクトEGG）      | -    |      |
| 3   | アルバートオデッセイ | 2010年10月19日 | Wii                                 | 東海エンジニアリング | サンソフト | ダウンロード （バーチャルコンソール） | -    |      |
| 4   | アルバートオデッセイ | 2015年7月29日  | Wii U                               | 東海エンジニアリング | サンソフト | ダウンロード （バーチャルコンソール） | -    |      |

## 開発
本作はサンソフト所属のスタッフが原型となる企画を進めていたが、行き詰った事から本作スタッフの一人である森達男の元に相談する事となった。原型となるゲームシステムはすでに出来上がっていたが、主人公がメカであったことに対し、森は「RPGであればファンタジーにしたほうがよい」と判断し、世界観を創造することとなった。森は表には出てこない裏設定やグラフィックの良さに拘ったと語り、また影響を受けたゲームソフトは『ドラゴンクエストシリーズ』や『ファイナルファンタジーシリーズ』であると語っている。その他、本作が『ゼルダの伝説』（1986年）に似ていると指摘された事に関して、プログラマーは『ゼルダ』よりも『G-LOC』（1990年）を意識していたとも述べている。

## スタッフ
- プロデュース、メイン・プログラム：渥美博明
- デザイナー：AKIRA.M/B.B、Y.OIDA、鈴木のぶひで、後藤まもる
- サウンド・プログラマー：塚本浩
- テクニカル・アドバイザー：LUCKY ASADA（浅田明弘）
- サポート・プログラマー：K.SUZUKI
- おてつだいプログラマー：いなばしげたか
- アシスタント・デベロッパー：いとうひろし
- スーパー・カウンセラー：森達男
- おてつだいサポーター：がりおく まさと（河合正人）、NABEちゃん
- セールス・マネージャー：ながのさん（永野修）、えぐちさん（江口弘泰）、やまもとさん（山本英夫）、SEXY しらちゃん、しんこん まさる（青柳勝）、もうちょう かわした（かわしたまこと）
- スペシャル・サンクス：東谷浩明、BOB IWATA（岩田義明）、竹内昭人、ごとうさん（後藤和暁）
- 音楽：小高直樹

## 評価
- ゲーム誌『ファミコン通信』の「クロスレビュー」では8・5・7・7の合計27点（満40点）となっており[7][4]、レビュアーからは、戦闘システムが既存のRPGから改善されている事が肯定的に評価された他、見た目に関して「ちょっと見づらい」との指摘もあったが「慣れるとかえってしっくりくる」と肯定的に評価された。しかし戦闘バランスに関しては「もう少し練りまくってほしかったなという気もする」、「序盤戦が特にツラく、面倒だ」など否定的な意見が挙げられた[7]。
- ゲーム誌『ファミリーコンピュータMagazine』の読者投票による「ゲーム通信簿」での評価は以下の通り21.7点（満30点）となっている[5]。

| 項目 | キャラクタ | 音楽 | お買い得度 | 操作性 | 熱中度 | オリジナリティ | 総合 |
| 得点 | 4.1        | 3.4  | 3.3        | 3.4    | 3.6    | 4.0            | 21.7 |
- ゲーム誌『Theスーパーファミコン』の「ザ・テストプレイ」では総合評価63点（100点満点）[6]。レビュアーはウォーシミュレーションなタクティカルバトルを採用しているのはSFCでは新鮮で面白く紹介した功績が大きい、敵の思考はバランスがいい、システムは抜群の出来、画面の回転やマップの拡大縮小など演出面は迫力満点、グラフィックは綺麗、戦闘は時間のかかる経験値稼ぎは必要なく変身など派手な攻撃を楽しめアニメーションは見応えがある、タクティカルバトルは4人とも別の場所で行動できるのは画期的で完成度が高い、だがシナリオでは今一つ活かし切れておらずかったるさも感じられ戦闘は1ターンが長くマップもやや広すぎて次の目的地を表示して欲しかったとした[6]。